# Wibatech 7R Fuji
L'equip Wibatech 7R Fuji (codi UCI: WIB) és un equip ciclista professional polonès amb categoria continental.

## Principals resultats
- Visegrad 4 Bicycle Race-GP Czech Republic: Marek Rutkiewicz (2016)
- CCC Tour-Grody Piastowskie: Marek Rutkiewicz (2017)
- Bałtyk-Karkonosze Tour: Marek Rutkiewicz (2017)

### A les grans voltes
- Giro d'Itàlia
  - 0 participacions
- Tour de França
  - 0 participacions
- Volta a Espanya
  - 0 participacions

## Classificacions UCI
L'equip participa en els Circuits continentals de ciclisme. La taula presenta les classificacions de l'equip al circuit, així com el millor ciclista individual.
UCI Europa Tour
| Temporada | Classificació per equips | Millor ciclista en la classificació individual |
| --------- | ------------------------ | ---------------------------------------------- |
| 2012      | 98è                      | Andrzej Bartkiewicz (388è)                     |
| 2013      | 109è                     | Paweł Franczak (579è)                          |
| 2014      | -                        | -                                              |
| 2015      | 85è                      | Dariusz Batek (241è)                           |
| 2016      | 39è                      | Marek Rutkiewicz (132è)                        |
| 2017      | 29è                      | Marek Rutkiewicz (97è)                         |